# Шаповалова Дарія
Дарія Шаповалова (нар. 13 липня 1987) — українська журналістка і телеведуча, засновниця та креативна директорка міжнародного тижня моди «Mercedes-Benz Kiev Fashion Days» у Києві, засновник сайтів Fashionweek.kiev.ua та Dariasdiaries.com, посол України на style.com і відео-директор французького сайту Nowfashion.com. Протягом 6 років створювала телепрограму «Тиждень моди з Дариною Шаповаловою».

## Життєпис
Дарія Шаповалова народилася 13 липня 1987 року в Новосибірську. Закінчила Інститут журналістики Київського національного університету Шевченка. Навчалася на курсах в школі Святого Мартіна в Лондоні. Восени 2007 року стала ведучою авторської програми «Тиждень моди з Дашею Шаповаловою» на ТРК «Київ». Програма також виходила на каналах Maxxi TV та «Інтер+». У квітні 2009 року «Тиждень моди» почав виходити і на телеканалі «Тоніс», а в 2010-му — на Першому національному.
Шаповалова влітку 2009 року проходила практику в японському Vogue у Анни Делло Руссо. У 2009 році вона створила онлайн-проект про моду і стиль FashionWeek. У 2010 році у Києві вперше відбувся тиждень моди Kiev Fashion Days — спільний проект «Тижня моди з Дар'єю Шаповаловою» та журналу ТОП10. У 2013 році Дар'я стала послом України на style.com. У 2014 році Шаповалова разом зі своєю командою заснувала агенцію More Dash з продажу та просування дизайнерів у світі. Наразі агентство проводить заходи у Нью-Йорку, Лондоні, Мілані та Парижі. У березні 2014 року прийом Дар'ї у Парижі відвідали Анна Вінтур та Патрік Демаршельє.

## Благодійність
Дарія Шаповалова займається благодійністю. Так до Дня Святого Миколая Дарія Шаповалова, «Kiev Fashion Institute» та «GoGlobal» влаштовують щорічні благодійні розпродажі, зібрані кошти з яких йдуть на організацію мовних таборів «GoCamp»

## Премії
Дарія Шаповалова у 2010 році отримала премію ELLE Style Awards журналу «ELLE Україна» у номінації «Телезірка». У 2014 році Дар'я увійшла в рейтинг 500 найвпливовіших людей світу моди за версією сайту Business of Fashion.

## Особисте життя
Дарія Шаповалова з 2007 року одружена з політтехнологом і медіаконсультантом Казбеком Бектурсуновом. У 2012 році у них народився син Давид.